# Hospice de Saint-Geniez-d'Olt
L'hospice de Saint-Geniez-d'Olt est un hospice situé à Saint-Geniez-d'Olt, en France.

## Localisation
L'hospice est situé sur la commune de Saint-Geniez-d'Olt, dans le département français de l'Aveyron.

## Historique
L'édifice est classé partiellement au titre des monuments historiques en 1979.